# Météores de Fontenay
 (février 2019).
Si vous disposez d'ouvrages ou d'articles de référence ou si vous connaissez des sites web de qualité traitant du thème abordé ici, merci de compléter l'article en donnant les références utiles à sa vérifiabilité et en les liant à la section « Notes et références ».
Stade
Maillots
Champion D2 : 1985, 1993, 1996, 2025
Météores de Fontenay-sous-Bois est la dénomination du club français de football américain basé à Fontenay-sous-Bois en banlieue parisienne dans le Val-de-Marne. Il est une section du club omnisports de l'Union Sportive Fontenaysienne.

## Présentation
Le club est fondé en le 4 avril 1981 à Nogent-sur-Marne (Météores de Nogent-sur-Marne), est le club doyen de France. Depuis les années 1990, elle est une section sportive du club omnisports de l'US Fontenay.
Le club est composé de trois sections d'âge : cadet (U17), junior (U20) et senior. De plus, le club propose du flag football (version sans contact du football américain).
Ce club compte plusieurs internationaux.
L'équipe première évolue en Division 2 lors de la saison 2023-2024.
Depuis 2023 et sous l'impulsion de Cyril Leiterer, le club organise des matchs internationaux U20 avec notamment un match contre les Dracs de Badalona (en juin 2023 à Barcelone et un match en déplacement à Hambourg en novembre 2023 contre l'équipe locale des Huskies.

## Palmarès
| Compétitions nationales | Jeunes | Flag football                                                                    |
| --- | --- | -------------------------------------------------------------------------------- |
| - Championnat de France Élite (D1) - Vice-Champion (1) : 1982 - Championnat de France de D2 - Champion (3) : 1985, 1993, 1996 et 2025 - Vice-Champion (1) : 2007, 2013 - Finaliste conférence : 2022 | - Championnat de France Cadet - Champion (3) : 2011, 2012 et 2013 - Championnat de France U19 (1) : - Champion (1) : 2017 - Championnat pré-national U20 (1) : - Champion (1) : 2023 | - Championnat de France - Champion (1) : 1996 - Vice-champion (2) : 1992 et 2013 |

## Encadrement 2023-2024

### Equipe Sénior - Championnat Division 2
Entraineur Principal & Coordinateur Offensif : Jean-Philippe Dinglor[réf. nécessaire]

### Equipe U20 - Championnat Casque de Saphir
Entraineur Principal : Cyril Leiterer[réf. nécessaire]
Coordinateur Offensif/Coach RB : Patrice Médéric Coach QB : Jean-Francis Franco Coach WR : Pascal Younes Coach OL : Gilles Puget
Coordinateur Défensif/Coach DB : Cyril Carme-Leiterer Coach LB : Pascal Jacquin Coach DL : Antoine Sourdrille

### Equipe U17 - Championnat Territorial
Entraineur Principal : Helder Oliveira[réf. nécessaire]

### Equipe Flag +17
Entraineur Principal : Jean-Francis Franco[réf. nécessaire]

## Saison par saison
| Saison | Division | Résultat                  |
| ------ | -------- | ------------------------- |
| 1982   | D1       | Finaliste (vice-champion) |
| 1983   | D1       | Poules                    |
| 1984   | D1       | Poules                    |
| 1985   | D2       | Champion                  |
| 1986   | D1       | Poules                    |
| 1987   | D1       | Poules                    |
| 1988   | D1       | Poules                    |
| 1989   | D1       | Poules                    |
| 1990   | D1       | Poules                    |
| 1991   | D1       | Poules                    |
| 1992   | D2       | Poules                    |
| 1993   | D2       | Champion                  |
| 1994   | D1       | Demi-finaliste            |
| 1995   | D1       | Poules                    |
| 1996   | D2       | Champion                  |
| 1997   | D2       | Quart de finaliste        |
| 1998   | D1       | Poules                    |
| 1999   | D2       | Quart de finaliste        |
| 2000   | D2       | Poules                    |
| 2001   | D2       | Quart de finaliste        |
| 2002   | D2       | Huitième de finaliste     |
| 2003   | D2       | Quart de finaliste        |
| 2004   | D2       | Poules                    |
| 2005   | D2       | Poules                    |
| 2006   | D2       | Demi-finaliste            |
| 2007   | D2       | Finaliste (vice-champion) |
| 2008   | D1       | Poules                    |
| 2009   | D2       | Poules                    |
| 2010   | D2       | Poules                    |
| 2011   | D2       | Poules                    |
| 2012   | D2       | Demi-finaliste            |
| 2013   | D2       | Finaliste (vice-champion) |
| 2014   | D1       | Poules                    |
| 2015   | ?        | ?                         |
| 2016   | ?        | ?                         |
| 2017   | ?        | ?                         |
| 2018   | ?        | ?                         |
| 2019   | D3       | Playoff                   |
| 2020   | D3       | Saison annulée (Covid-19) |
| 2021   | D3       | Saison annulée (Covid-19) |
| 2022   | D2       | Demi-finaliste            |
| 2023   | D2       | Poules                    |
| 2024   | D2       | Poules                    |
| 2025   | D2       | Champion                  |

## Liens connexes
- Casque d'or de football américain